# 캠프 워커
캠프 워커(Camp Walker) 또는 워커 기지, 동명비행장(東明飛行場)은 대구광역시 남구 대명5동에 있는 주한 미군의 육군 비행장이며 카투사 부대이다. 기지의 이름은 1950년 12월 23일 당시 교통 사고로 순직한 제8군 사령관이자 유엔사령부 지상군 사령관이었던 월턴 워커 중장을 기리기 위해 그의 이름을 따서 지었다.

## 역사
캠프 워커는 1920년대에 일본군에 의해서 건설되어 경비행장, 탄약고, 훈련장 등으로 사용되었으며, 광복 직후에는 대한민국 국군의 비행장으로 사용되었고 한때 공군본부가 이곳에 주둔하기도 하였으며, 한국 최초 개발 항공기인 부활호도 이곳에서 비행하였다.
1959년부터 미국 육군이 주둔하고 있다.
이곳에는 고정익기용 활주로도 있지만, 1980년대 이후 사용되지 않고 있으며 현재는 헬기만 운용중이다. 영내에는 미국 육군의 활주로와 헬기장(ICAO: RKTG)과 미군 숙소 및 레크레이션 센터, AFN Korea의 대구지국 등이 있다.

### 반환
대구광역시는 3차 순환도로 건설을 위해 이 활주로의 토지를 반환해달라고 주한 미군에 요청 하여 동편 활주로는 반환되고 서쪽 활주로는 협상 진행 중이다
캠프워커 동편 반환부지는 지난 1월부터 본격적으로 토양오염 정화작업을 시행하고 있고 동시에 대구도서관 건립, 평화공원 및 지하 공영주차장 조성, 3차순환도로 개설 등이 추진되고 있다.
최근 대구시 도심 군부대 이전 사업으로 10조원에 달하는 직접생산 유발액이 발생할 것이란 전망이 있다

## 시설
- 병원
  - 우즈 클리닉 (의원급 병원)(Wood's Clinic)
  - 보딘 치과 (Bodine Dental Clinic)
- MWR 시설
  - 에버그린 골프 클립 (Evergreen Golf Club)
  - 레크리에이션 센터 (Recreation Center)
- AAFES 시설
  - 군매점
  - 버거킹
  - 서브웨이
  - 타코벨

## 주둔
- 제75의무중대 (제168다기능의무대대)
- 제618치의중대 (제65의무여단)
- 제169통신중대 (제41통신대대)
- 제188군사경찰중대 (제94군사경찰대대)
- AFN Korea 대구 분견대
- H-805 비행장 작전대

## 사건 및 사고
- 캠프워커에 허가 없이 침입해 연좌농성을 벌인 혐의(군사기지 및 군사시설보호법 위반) 등으로 기소된 대구경북대학생진보연합 소속 대학생 A씨(27·여)에 대해 벌금 200만 원을 선고하고, B씨(28), C씨(30·여), D씨(23·여)에게는 각각 벌금 100만 원을 선고되었다[5]
- 캠프워커 골프장에서 70대 남성이 연못에 빠져 숨졌다.[6]

## 같이 보기
- 월턴 워커
- 주한 미군의 시설 목록
- USAG 대구/IV 지역
  - 캠프 조지
  - 캠프 캐럴
  - 캠프 헨리
  - 대구국제공항/대구COB
  - 포항경주공항
  - 캠프 무적